# Buckingham & Ward Motors
Buckingham & Ward Motors Pty Ltd war ein australischer Hersteller von Automobilen.

## Unternehmensgeschichte
Das Unternehmen aus Footscray bei Melbourne begann 1931 mit der Produktion von Automobilen. Die Markennamen lauteten Hamard und Buckingham. Außerdem wurde ein Nutzfahrzeug angekündigt, das als Ward angeboten werden sollte. 1933 wurde Humble & Sons aus Geelong übernommen. 1934 endete die Produktion.

## Fahrzeuge
1931 erschien der Hamard. Er hatte einen Sechszylindermotor mit OHV-Ventilsteuerung und 25 Steuer-PS. Der Radstand des Fahrzeugs betrug 3302 mm. Dieses Modell war kein Erfolg. Es ist unklar, ob mehr als ein Prototyp entstand.
1933 folgten die Buckingham. Der 60 war eine viertürige Limousine und der 70 ein zweitüriges Coupé. Der Radstand betrug 2794 mm. Ein OHV-Vierzylindermotor mit 22 Steuer-PS und 2808 cm³ Hubraum trieb die Fahrzeuge an. Das Getriebe hatte drei Gänge. Mehrere Fahrzeuge wurden verkauft.